# Olóriz
Olóriz (baskijski: Oloritz) – gmina w Hiszpanii, w Nawarze, o powierzchni 40,72 km². W 2011 roku gmina liczyła 179 mieszkańców.